# La grande barriera (film 1956)
La grande barriera è un documentario di viaggio del 1956, diretto da Achille Bolla; è stato girato in Oceania. La distribuzione (il film è uscito anche in Germania Ovest nel 1957) non ebbe grandi riscontri commerciali.

## Trama
Una spedizione italiana fa tappa in Nuova Zelanda, nel Queensland e in Nuova Guinea per documentare gli usi e costumi delle tribù che abitano quei luoghi e mostrare così quelle che potrebbero essere le origini della nostra civiltà. Il documentario alterna le scene salienti che riguardano la vita degli indigeni (feste, cerimonie, battute di caccia e di pesca) a quelle che hanno per protagonista la natura selvaggia ed incontaminata dell'ambiente sottomarino.